# بادي باومان
بادي باومان (بالإنجليزية: Buddy Baumann)‏ هو لاعب كرة قدم أمريكية أمريكي، ولد في 12 سبتمبر 1900 في راسين في الولايات المتحدة، وتوفي في 27 أبريل 1951.